# استنلی کین
استنلی کین (انگلیسی: Stanley Kane؛ زادهٔ ۱۷ آوریل ۱۹۱۲) بازیکن فوتبال اهل بریتانیا است.
از باشگاه‌هایی که در آن بازی کرده‌است می‌توان به باشگاه فوتبال لیورپول اشاره کرد.